# Israel International 1999
Die Israel International 1999 im Badminton fanden Mitte Dezember 1999 statt.

## Medaillengewinner
| Disziplin    | Gold                       | Silber                   | Bronze                                |
| ------------ | -------------------------- | ------------------------ | ------------------------------------- |
| Herreneinzel | Boris Kessov               | Luben Panov              | Jean-Frédéric Massias                 |
| Herreneinzel | Boris Kessov               | Luben Panov              | Nir Yusim                             |
| Dameneinzel  | Neli Boteva                | Diana Knekna             | Maria Ioannou                         |
| Dameneinzel  | Neli Boteva                | Diana Knekna             | Margarita Mladenova                   |
| Herrendoppel | Boris Kessov Georgi Petrov | Leon Pugach Nir Yusim    | Luben Panov Egor Ursatii              |
| Herrendoppel | Boris Kessov Georgi Petrov | Leon Pugach Nir Yusim    | Jean-Frédéric Massias Marcel van Beek |
| Mixed        | Luben Panov Diana Koleva   | Leon Pugach Rina Fridman | Yevgeni Yampolsky Margarita Mladenova |
| Mixed        | Luben Panov Diana Koleva   | Leon Pugach Rina Fridman | Sergey Antonyuk Mayan Federov         |